# Bright Moments
Bright Moments est un album de Rahsaan Roland Kirk. Il a été enregistré lors d’un concert au Keystone Korner à San Francisco en juin 1973.

## Description
Bright Moments est souvent considéré comme un témoignage complet de ce que représentait un concert de Rahsaan Roland Kirk. On l’y entend parler au public entre les morceaux, de ce qu’il lui passe par la tête, de la politique, du jazz ou simplement dire des plaisanteries. Le choix des titres est varié et rappelle l’intérêt que porte Kirk à toutes les courants du jazz et l’exécution est variée elle aussi, le musicien utilisant ses nombreux instruments et techniques avec la dextérité qui l’ont rendu célèbre.

## Pistes
Sauf indication, toutes les compositions de Rahsaan Roland Kirk
1. Introduction (2:06)
2. Pedal Up (11:52)
3. You'll Never Get to Heaven (If You Break My Heart) (Burt Bacharach, Hal David)(9:48)
4. Clickety Clack (2:30)
5. Prelude to a Kiss (Duke Ellington, Irving Gordon, Irving Mills) (5:05)
6. Talk (Electric Nose) (2:33)
7. Fly Town Nose Blues (8:52)
8. Talk (Bright Moments) (3:30)
9. Bright Moments (10:02)
10. Dem Red Beans and Rice (7:05)
11. If I Loved You (Oscar Hammerstein II, Richard Rodgers) (8:50)
12. Talk (Fats Waller) (1:30)
13. Jitterbug Waltz (Richard Maltby, Jr, Fats Waller) (7:00)
14. Second Line Jump (1:30)

## Musiciens
- Roland Kirk – Saxophone ténor, Stritch, Manzello, Flûte traversière
- Ron Burton - Piano
- Todd Barkan - Synthétiseur, Tambourin
- Henry Mattathias Pearson - Basse
- Robert Shy - Batterie
- Joe Habao Texidor - Percussions